# Bitva u Montferrandu
Bitva u Ba'rinu, známá spíše víc jako bitva u Montferrandu, se odehrála roku 1137 mezi vojsky křižáckého Jeruzalémského království a Zengím, atabegem Mosulu a Aleppa. Zengímu se podařilo nejprve porazit armádu hraběte z Tripolisu a nakonec porazit i jeruzalémského krále Fulka z Anjou. Zengí nakonec krále obklíčil v hradu Montferrand a nakonec s ním vyjednal čestnou kapitulaci. Muslimové tak získali hrad velké strategické hodnoty, který křižáci již nikdy nedobyli zpět.